# Complexo Vulcânico do Topo

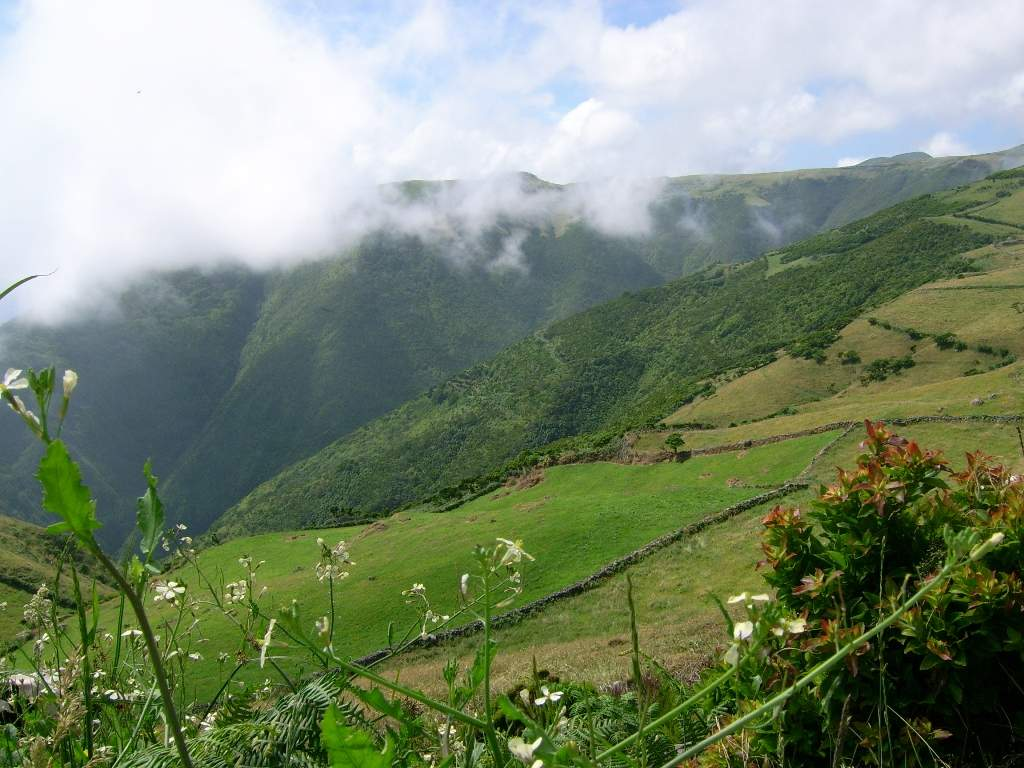
Serra do Topo, Complexo Vulcânico do Topo, ilha de São Jorge.

O Complexo Vulcânico do Topo situa-se na parte oriental da ilha de São Jorge e é, segundo a Revista de Estudos Açoreanos, Vol. X, Fasc. 1, página. 64, de Dezembro de 2003 (“ … Predominantemente constituído por lavas basálticas,  havaíticas  e mugearíticas, do tipo aa, estando os piroclastos praticamente circunscritos aos cones estrombolianos.

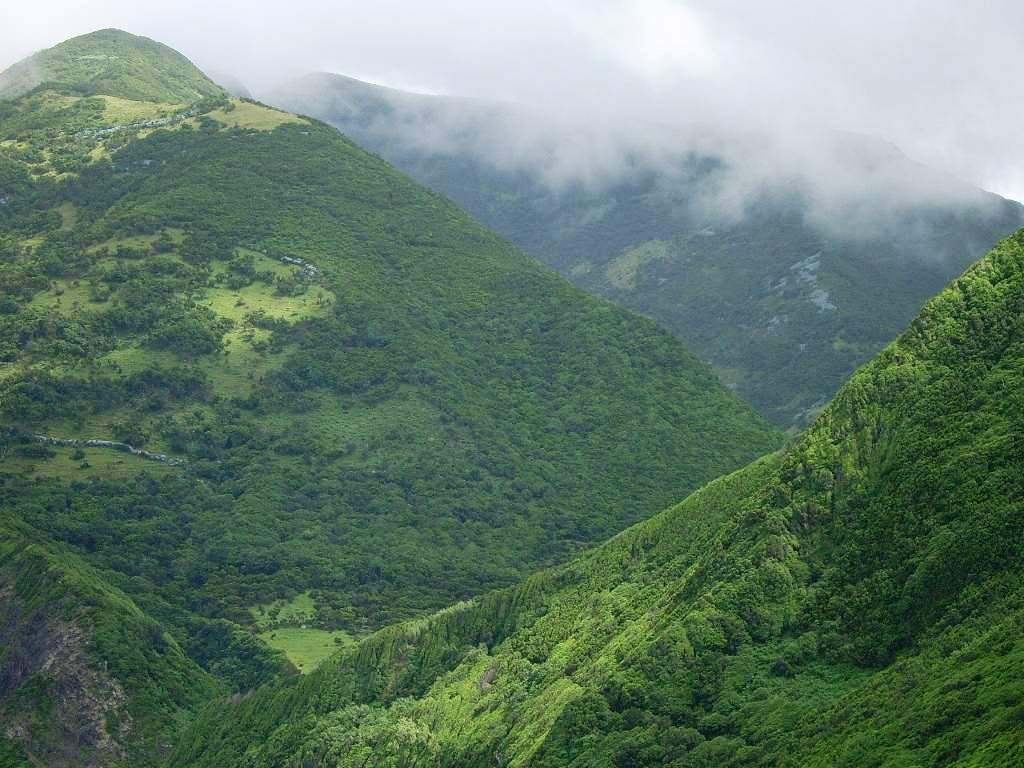
Falésias no acesso à Caldeira da Fajã de Santo Cristo pelos nortes, Complexo Vulcânico do Topo.

Assinala-se a presença de inúmeros filões de orientação NW-SE e WNW-ESE. Observam-se, também, espessos solos de cobertura que, acima dos 700 m de altitude, se apresentam turfosos e saturados em água. Datações de K/Ar, obtidas por Feraud et al. (1980), apontam para que a actividade vulcânica deste complexo se tenha iniciado há mais de 600 000 anos. …”)

## Galeria

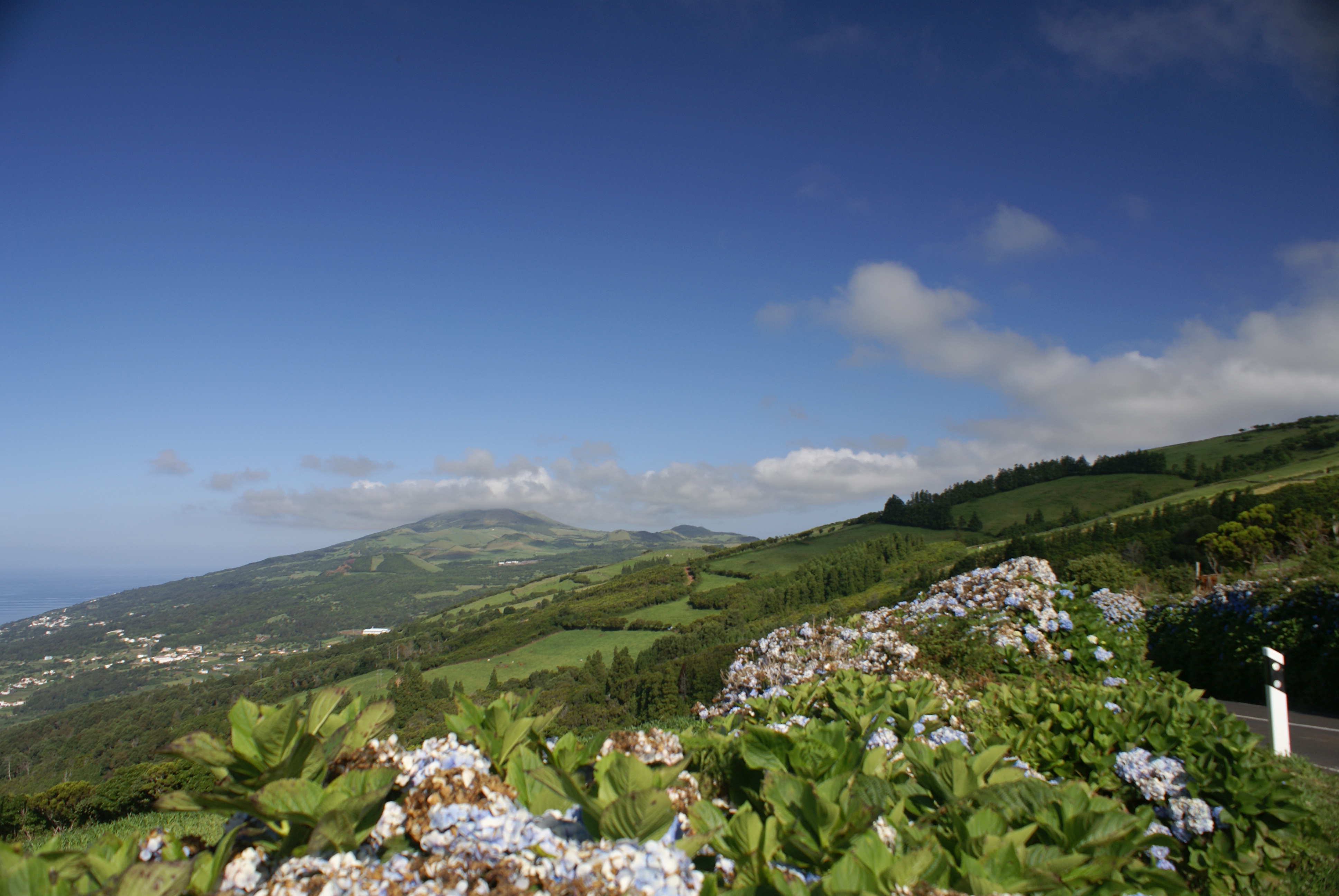
Montanhas do Complexo Vulcânico do Topo, Topo, Vila da Calheta
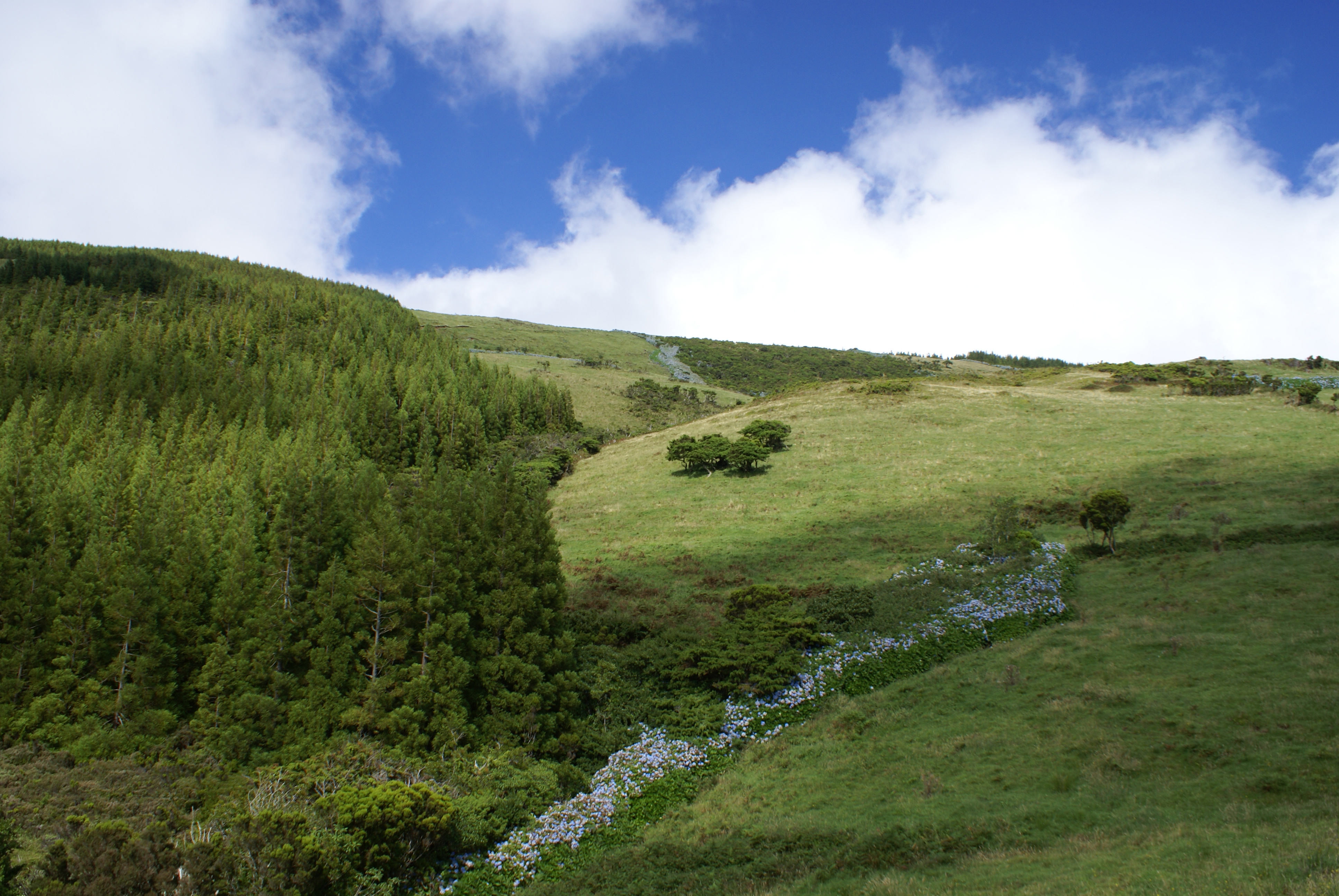
Serra do Topo, as montanhas e as pastagens sucedem-se junto à estrada que sobe a mais de 900 metros de altitude
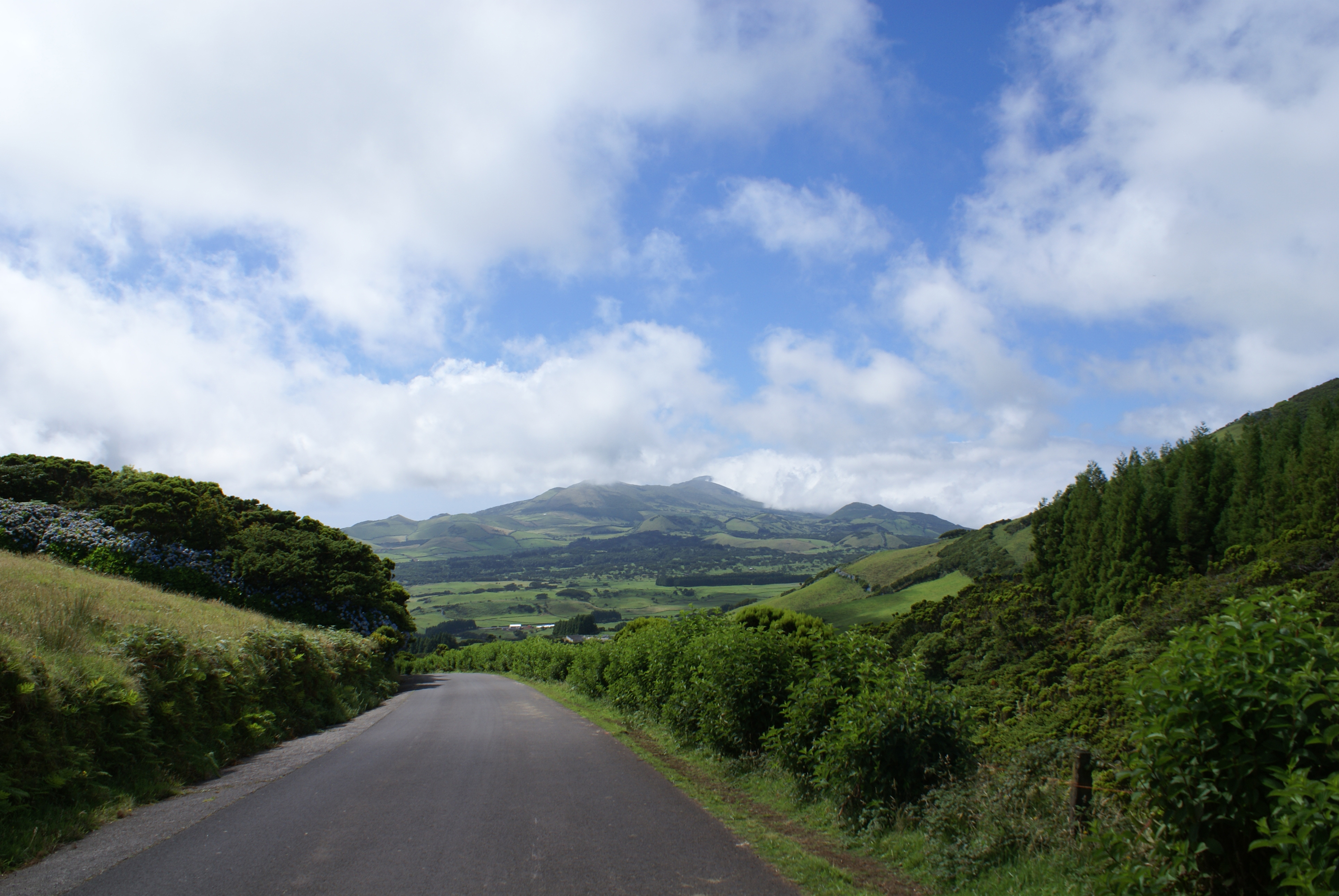
Serra do Topo, as montanhas sucedem-se
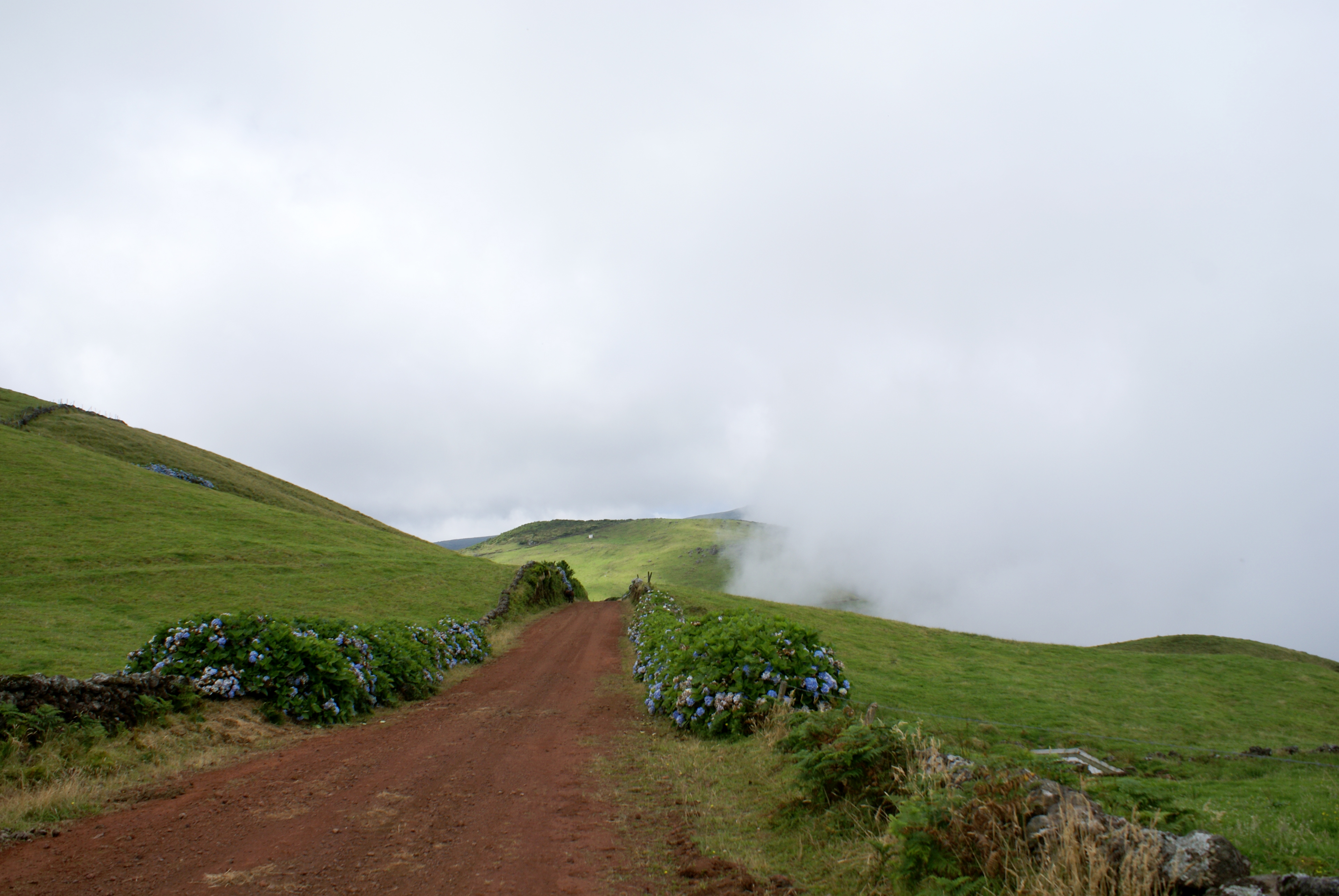
:Serra do Topo, caminhos
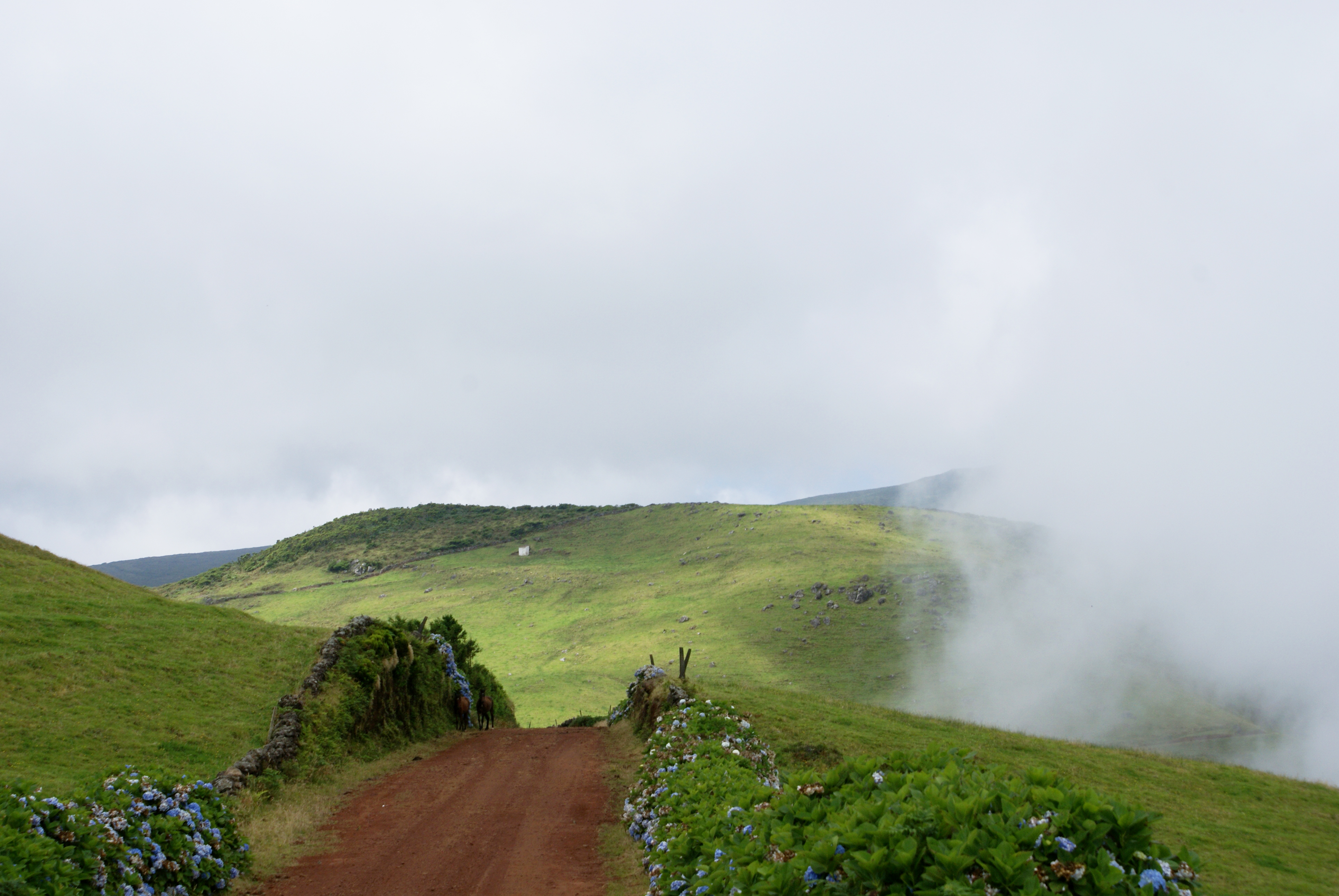
Serra do Topo, os nevoeiros caminham pela serra